# Greek Lexicon of the Roman and Byzantine Periods
Das Greek Lexicon of the Roman and Byzantine Periods von Evangelinos Apostolides Sophokles (1807–1883) ist ein älteres griechisches Wörterbuch zur hellenistischen, kaiserzeitlichen, spätantiken und byzantinischen Stufe des Griechischen.
Sophokles hatte bereits 1860 A Glossary of Later and Byzantine Greek veröffentlicht, woraus das Lexikon entstand.
Sophokles’ Greek Lexicon entspricht zwar nicht mehr modernen lexikographischen Anforderungen, stellt aber, da es selbständig erarbeitet wurde und die lexikographisch immer noch schlecht erfasste spätere und byzantinische Gräzität erfasst, weiterhin ein wichtiges Arbeitsinstrument dar, auch wenn es in Teilen durch Lampes Patristic Greek Lexicon, das Lexicon Gregorianum und das Lexikon zur byzantinischen Gräzität überholt ist.

## Bibliographie
- E. A. Sophocles: Greek Lexicon of the Roman and Byzantine Periods from B. C. 146 to A. D. 1100. Edited by Joseph Henry Thayer. Ungar, New York 1887; Charles Scribner’s Sons, New York 1890 (Digitalisat). Nachdrucke: Cambridge: Harvard University Press 1914; Hildesheim: Olms 1975, 1992; Kessinger Publishing 2004, ISBN 1-417-94793-4. 
  - Rezension von: A. C. Zenos, in: The Classical Review. Bd. 4, H. 1/2 (1890), S. 41–44 (Digitalisat).